# 雷神社 (流山市)
雷神社（いかづちじんじゃ）は千葉県流山市の神社。

## 概略と沿革
創建年代は不明である。ただ1708年（宝永5年）に再建されたという。
毎年1月20日に行われる「鰭ヶ崎おびしゃ行事」が有名で、1977年（昭和52年）に流山市により無形民俗文化財に指定されている。現在は1月20日の1日だけであるが、かつては1月19日から1月21日までの3日間行われていた。また東洋学園大学流山キャンパスがあった所には、かつて「備社田」と呼ばれる水田があり、収穫されたコメなどを奉納していた。

## 交通アクセス
- 流鉄流山線鰭ヶ崎駅より徒歩6分。